# Sadaijin

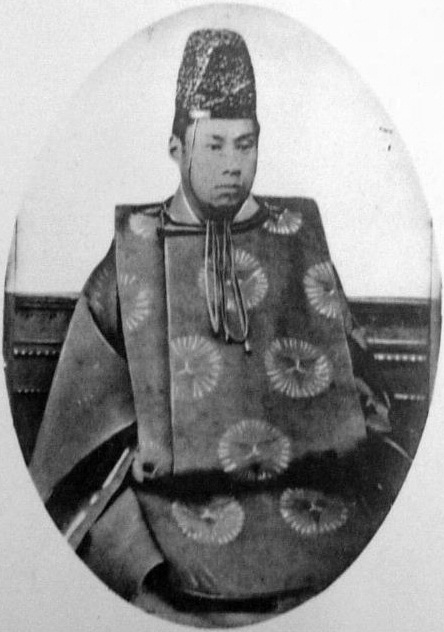
Il principe Arisugawa Taruhito, ultimo detentore del titolo di sadaijin fino al 1885

Il Sadaijin (左大臣?, Ministro della Sinistra) era una carica all'interno del governo imperiale giapponese durante i periodi Nara e Heian. La carica di Sadaijin fu istituita dal Codice Asuka Kiyomihara del 689 nel contesto di un organo amministrativo centrale chiamato Daijō-kan (太政官?, Consiglio di Stato). La posizione fu poi consolidata con il Codice Taihō del 702.
Fino al X secolo il Sadaijin era la carica permanente più importante nel Daijō-kan, l'organo centrale dello stato. Il Daijō-daijin, sebbene di rango superiore, non era una carica permanente, ma veniva nominato solo quando veniva trovata una persona adatta. Il Sadaijin era il ministro di stato anziano, che supervisionava tutte le funzioni del governo con l'Udaijin come suo vice.
Durante il periodo Heian (794-1185), il clan Fujiwara monopolizzò le posizioni di sesshō e kampaku e iniziò a far sposare le proprie figlie all'imperatore escludendo così altri clan dal centro politico e aumentando il proprio potere politico. Tuttavia, alla fine del X secolo, Fujiwara no Michinaga, che rappresentò il periodo di massimo splendore del clan Fujiwara, divenne Sadaijin, una posizione di potere reale.
Dal periodo Kamakura (1185-1333), quando la classe guerriera salì al potere in Giappone con il clan Minamoto, questa posizione governativa divenne una posizione onoraria senza vera autorità. Al momento della nomina di Oda Nobunaga a Udaijin durante il periodo Azuchi-Momoyama, gli unici membri della classe guerriera che erano stati precedentemente nominati a incarichi alla corte imperiale più alti di Udaijin erano Taira no Kiyomori e Ashikaga Yoshimitsu come Daijō-daijin e Ashikaga Yoshinori e Ashikaga Yoshimasa come Sadaijin.
Il Daijō-kan, che per secoli aveva avuto una funzione puramente cerimoniale, fu riesumato per un breve periodo all'inizio dell'era Meiji prima di essere sostituito da un'amministrazione moderna sul modello dell'Occidente. L'ultimo Sadaijin fu il Principe Arisugawa Taruhito fino al 1885, quando l'imperatore Meiji modernizzò il governo e creò la carica di Primo ministro del Giappone (内閣総理大臣?, Naikaku sōri daijin) e abolì ufficialmente il titolo di Sadaijin.

## Elenco deiSadaijin
1. Abe no Uchimaro (645 - 649)
2. ?? (649 - 658)
3. Soga no Akae (671 - 672)
4. ?? (690 - 701)
5. Isonokami no Maro (708 - 717)
6. Nagaya (724 - 729)
7. Fujiwara no Muchimaro (737)
8. Tachibana no Moroe (743 - 756)
9. Fujiwara no Toyonari (757)
10. Fujiwara no Nakamaro (758 - 760)
11. Fujiwara no Toyonari (765)
12. Fujiwara no Nagate (766 - 771)
13. Fujiwara no Uona (781 - 782)
14. Fujiwara no Tamaro (783)
15. Fujiwara no Fuyutsugu (825 - 826)
16. Fujiwara no Otsugu (832 - 843)
17. Minamoto no Tokiwa (844 - 854)
18. Minamoto no Makoto (857 - 868)
19. Minamoto no Tooru (872 - 895)
20. Fujiwara no ?? (896)
21. Fujiwara no Tokihira (899 - 909)
22. Fujiwara no Tadahira (924 - 935)
23. Fujiwara no Nakahira (937 - 945)
24. Fujiwara no Saneyori (947 - 967)
25. Minamoto no Takaakira (967 - 969)
26. Fujiwara no Morotada (969)
27. Fujiwara no ?? (970)
28. Minamoto no Kaneakira (971 - 977)
29. Fujiwara no Yoritada (977 - 978)
30. Minamoto no Masanobu (978 - 993)
31. Minamoto no ?? (994 - 995))
32. Fujiwara no Michinaga (996 - 1016)
33. Fujiwara no Akimitsu (1017 - 1021)
34. Fujiwara no Yorimichi (1021 - 1061)
35. Fujiwara no Norimichi (1061 - 1069)
36. Fujiwara no Morozane (1069 - 1083)
37. Minamoto no Toshifusa (1083 - 1121)
38. Fujiwara no Tadamichi (1122 - 1128)
39. Fujiwara no Ietada (1131 - 1136)
40. Minamoto no Arihito (1136 - 1147)
41. Fujiwara no Yorinaga (1149 - 1155)
42. Tokudaiji Saneyoshi (1156 - 1157)
43. Fujiwara no Koremichi (1157 - 1160)
44. Konoe Motozane (1160 - 1161)
45. Matsudo no Motofusa (1165 - 1166)
46. Fujiwara no Tsunemune (1166 - 1189)
47. Tokudaiji Sanesada (1189 - 1190)
48. Fujiwara no ?? (1190 - 1197)
49. Fujiwara no Kanemasa (1197 - 1199)
50. Kujō Yoshitsune (1199 - 1204)
51. Konoe Iezane (1204 - 1207)
52. Kujō Michiie (1218)
53. Konoe Ie?? (1221 - 1224)
54. Tokudaiji ?? (1224 - 1227)
55. Kujō ?? (1227 - 1229)
56. Kujō Norizane (1231 - 1235)
57. Konoe ?? (1235 - 1238)
58. Nijō Yoshizane (1238)
59. Ichijō Sanetsune (1244)
60. Takatsukasa Tanehira (1244 - 1252)
61. ?? (1261 - 1263)
62. Ichijō Sanetsune (1263)
63. Konoe ?? (1265 - 1268)
64. Takatsukasa ?? (1268 - 1269)
65. Ichijō ?? (1269 - 1275)
66. Kujō Tadanori (1288)
67. Takatsukasa ?? (1291)
68. Nijō ?? (1296)
69. Takatsukasa Fuyu?? (1302 - 1309)
70. Konoe Ie?? (1309)
71. Nijō Michihira (1313)
72. Konoe ?? (1316 - 1318)
73. Tōin ?? (1319 - 1322)
74. Kujō ?? (1322 - 1323)
75. Tōin ?? (1324)
76. Konoe ?? (1331 - 1333)
77. Konoe Tsunetada (1335 - 1337)
78. Ichijō Tsunemichi (1337 - 1339)
79. Kujō ?? (1339 - 1342)
80. Tōin Kinkata (1343 - 1348)
81. Kujō Tsunenori (1349 - 1360)
82. Konoe ?? (1361)
83. Takatsukasa ?? (1362)
84. Nijō ?? (1370)
85. Nijō ?? (1378)
86. Ashikaga Yoshimitsu (1382 - 1388, 1392 - 1393)
87. Ichijō Tsunetsugu (1394)
88. Konoe ?? (1402)
89. Nijō ?? (1409 - 1410)
90. Kujō ?? (1418 - 1419)
91. Tokudaiji ?? (1419 - 1420)
92. Ichijō Kaneyoshi (1429)
93. Ashikaga Yoshinori (1432 - 1438)
94. Konoe ?? (1438)
95. Takatsukasa ?? (1446 - 1455)
96. Tōin ?? (1455 - 1457)
97. Ichijō Norifusa (1457 - 1458)
98. Ashikaga Yoshimasa (1460 - 1467)
99. Nijō ?? (1468)
100. Takatsukasa ?? (1475)
101. Konoe ?? (1479 - 1488)
102. Takatsukasa ?? (1515 - 1519)
103. Sanjō Kinyori (1546)
104. Ichijō ?? (1553 - 1554)
105. Saionji ?? (1554)
106. Konoe Sakihisa (1554 - 1557)
107. Kujō ?? (1576 - 1577)
108. Ichijō ?? (1577)
109. Nijō Akizane (1584)
110. Konoe Nobutada (1585 - 1592)
111. Toyotomi Hidetsugu (1592 - 1595)
112. Kujō ?? (1600 - 1601)
113. Konoe Nobutada (1601 - 1605)
114. Takatsukasa ?? (1606 - 1608)
115. Kujō Yukiie (1612 - 1614)
116. Takatsukasa ?? (1614 - 1620)
117. Konoe Nobuhiro (1620 - 1629)
118. Tokugawa Iemitsu (1626)
119. Ichijō ?? (1629 - 1632)
120. ?? (1632)
121. Nijō ?? (1632 - 1637)
122. Takatsukasa ?? (1640 - 1641)
123. Kujō ?? (1642 - 1647)
124. Konoe Hisatsugu (1647 - 1652)
125. Nijō ?? (1652 - 1658)
126. Sanjō ?? (1660 - 1661)
127. ?? (1661 - 1663)
128. Takatsukasa ?? (1663 - 1667)
129. Saionji Saneharu (1667 - 1668)
130. Tokudaiji ?? (1668 - 1669)
131. ?? (1670 - 1671)
132. Kujō ?? (1671 - 1677)
133. Konoe Motohiro (1677 - 1690)
134. Takatsukasa ?? (1690 - 1704)
135. ?? (1704)
136. Konoe Iehiro (1704 - 1708)
137. Kujō ?? (1708 - 1715)
138. Sanjō ?? (1715)
139. Nijō ?? (1715 - 1722)
140. Konoe Iehisa (1722 - 1726)
141. Nijō ?? (1726 - 1737)
142. Ichijō Kaneyoshi (1737 - 1745)
143. Saionji ?? (1745)
144. Ichijō ?? (1745 - 1748)
145. ?? (1748 - 1749)
146. Konoe Uchisaki (1749 - 1759)
147. Kujō Naozane (1759 - 1778)
148. Takatsukasa Sukehira (1778 - 1787)
149. Ichijō ?? (1787 - 1791)
150. Takatsukasa Masahiro (1791 - 1796)
151. Nijō ?? (1796 - 1814)
152. Ichijō ?? (1814 - 1815)
153. Konoe ?? (1815 - 1820)
154. Takatsukasa Masamichi (1820 - 1824)
155. Tokugawa Ienari (1822 - 1827)
156. Nijō ?? (1824 - 1847)
157. Tokugawa Ieyoshi (1837 - 1853)
158. Kujō Hisatada (1847 - 1857)
159. Konoe Tadahiro (1857 - 1859)
160. Ichijō ?? (1859 - 1863)
161. Nijō Nariyuki (1863 - 1867)
162. Konoe Tadafusa (1867)
163. Kujō Michitaka (1867 - 1869)
164. Tokugawa Iesato (1869)
165. Shimazu Hisamitsu (1874 - 1875)